# Interprétation de la mécanique quantique
Une interprétation de la mécanique quantique est une tentative d'explication de la façon dont la théorie mathématique de la mécanique quantique « correspond » à la réalité. Bien que la mécanique quantique ait fait l'objet de démonstrations rigoureuses dans une gamme extraordinairement large d'expériences (aucune prédiction de la mécanique quantique n'a été contredite par l'expérience), il existe un certain nombre d'écoles de pensée concurrentes sur son interprétation. Leurs points de vue diffèrent sur des questions fondamentales telles que celle de savoir si la mécanique quantique est déterministe ou stochastique, quels éléments de la mécanique quantique peuvent être considérés comme réels et quelle est la nature de la mesure, entre autres.
Malgré près d'un siècle de débats et d'expériences, aucun consensus n'a été atteint parmi les physiciens et les philosophes de la physique concernant l'interprétation qui « représente » le mieux la réalité,.

## Historique
La définition de termes théoriques tels que les fonctions d'onde et la mécanique matricielle a beaucoup évolué. Par exemple, Erwin Schrödinger considérait à l'origine la fonction d'onde de l'électron comme sa densité de charge étalée dans l'espace, mais Max Born a réinterprété le carré de la valeur absolue de la fonction d'onde comme la densité de probabilité de présence de l'électron distribuée dans l'espace.
Les points de vue de plusieurs pionniers de la mécanique quantique, tels que Niels Bohr et Werner Heisenberg, sont souvent regroupés sous le nom d'interprétation de Copenhague, bien que certains physiciens et historiens de la physique aient fait remarquer que cette terminologie masque les nuances entre des points de vue légèrement différents,. Les idées de type Copenhague n'ont jamais été universellement adoptées, et les alternatives à ce qui était perçu comme une orthodoxie ont fait l'objet d'une attention croissante dans les années 1950 avec l'interprétation de l'onde pilote de David Bohm et l'interprétation des mondes multiples de Hugh Everett III,.
D'autre part, la position strictement formaliste, évitant toute interprétation, a été remise en question par des propositions d'expériences qui pourraient un jour départager les interprétations, comme par la mesure d'une conscience artificielle ou via l'informatique quantique.
En guise de guide approximatif de l'évolution de la vision dominante au cours des années 1990 et 2000, un aperçu des opinions a été recueilli dans un sondage de Schlosshauer et al. dans la conférence « Physique quantique et nature de la réalité » en juillet 2011. Les auteurs se réfèrent à un sondage informel similaire réalisé par Max Tegmark lors de la conférence « Fundamental Problems in Quantum Theory » en août 1997. La principale conclusion des auteurs est que « l'interprétation de Copenhague règne toujours en maître », recevant le plus de votes dans leur sondage (42%), outre la montée en puissance des interprétations des mondes multiples :

« L'interprétation de Copenhague règne toujours en maître, surtout si nous la rassemblons avec ses descendants intellectuels tels que les interprétations informationnelle et bayésienne de la mécanique quantique. Dans le sondage de Tegmark, l'interprétation d'Everett a recueilli 17% des voix, un résultat similaire au nombre de votes (18%) dans notre sondage. »

Les interprétations de la mécanique quantique partagent toutes plus ou moins deux caractéristiques :
1. Elles interprètent un formalisme — un ensemble d'équations et de principes pour générer des prédictions via l'entrée des conditions initiales
2. Elles interprètent des phénomènes — un ensemble d'observations, y compris celles obtenues par la recherche empirique et celles obtenues de manière informelle, comme l'expérience humaine d'un monde uniforme.

Deux caractéristiques varient selon les interprétations :
1. Ontologie : énoncés à propos d'éléments, tels que les catégories et les entités, qui existent dans le monde
2. Épistémologie : énoncés à propos de la possibilité, la portée et les moyens d'une connaissance pertinente du monde

En philosophie des sciences, la distinction entre notre connaissance et la réalité s'énonce par l'opposition épistémique - ontique. Une loi générale est une régularité des résultats (épistémique), alors qu'un mécanisme causal peut réguler les issues (ontique). Un phénomène peut recevoir une interprétation ontique ou épistémique. Par exemple, l'aléatoire dans les phénomènes quantiques peut être attribué à la limitation de notre connaissance de tous les paramètres (épistémique) et est alors équivalent au hasard, ou bien il peut être considéré comme un indéterminisme, ce qui signifie que même un être omniscient ne pourrait prévoir l'issue d'une expérience (ontique).
De manière générale, une théorie scientifique peut être considérée comme offrant un réalisme scientifique — description ou explication approximativement vraie du monde naturel — ou peut être envisagée de façon antiréaliste. Une position réaliste s'intéresse à l'épistémique et à l'ontique, tandis qu'une position antiréaliste ne s'intéresse qu'à l'épistémique. Dans la première moitié du XXe siècle, la forme dominante d'antiréalisme dans le milieu des physiciens était le positivisme logique, qui cherche à exclure les aspects non observables de la réalité de la théorie scientifique.
Depuis les années 1950, l'antiréalisme est plus modéré, tendant vers l'instrumentalisme, qui permet de parler d'aspects inobservables, mais en rejetant ultimement la question du réalisme et en posant les théories scientifiques comme des outils prédictifs, et non comme visant une compréhension ontologique du monde. Le point de vue de l'instrumentiste est bien représenté par la célèbre citation de David Mermin, « Tais-toi et calcule », souvent attribuée à tort à Richard Feynman.
Il existe d'autres approches de résolution des problèmes conceptuels qui introduisent un nouveau formalisme mathématique, et proposent ainsi des théories alternatives en plus de leur interprétation. Les dynamiques de Schrödinger modifiées en sont un exemple.

## Défis d'interprétation
1. Nature abstraite et mathématique de la théorie quantique des champs : la structure mathématique de la mécanique quantique est abstraite sans interprétation claire de ses objets.
2. Existence de processus apparemment indéterministes et irréversibles : dans la théorie classique des champs, n'importe quelle propriété physique à un endroit donné du champ peut facilement être dérivée des équations. Dans le formalisme standard de la mécanique quantique, au contraire, la mesure se voit attribuer un rôle théorique particulier, car c'est le seul processus qui peut provoquer une évolution non unitaire et irréversible de l'état.
3. Rôle de l'observateur dans la détermination des résultats : l'interprétation de Copenhague considère que la fonction d'onde est un outil de calcul, et ne représente la réalité qu'immédiatement après une mesure effectuée par un observateur, sans toutefois que la définition d'un observateur soit rigoureusement établie, ce qui soulève des paradoxes comme l'ami de Wigner ou la régression sans fin de von Neumann[11] .
4. Corrélations classiquement inattendues entre objets distants : les systèmes quantiques intriqués, comme l'illustre le paradoxe EPR, obéissent à des statistiques qui semblent violer les principes de causalité locale[12],[13] .
5. Complémentarité des descriptions proposées : la complémentarité soutient qu'aucun ensemble de concepts physiques classiques ne peut se référer simultanément à toutes les propriétés d'un système quantique. Cela implique que la composition des propriétés physiques d'un système quantique n'obéit pas aux règles de la logique propositionnelle classique lors de l'utilisation de connecteurs propositionnels (voir la théorie de la logique quantique ). Ainsi, « l'origine de la complémentarité réside dans la non-commutativité des opérateurs » qui décrivent les objets quantiques (Omnès, 1999).
6. Une complexité qui augmente rapidement, dépassant de loin notre capacité de calcul actuelle, à mesure que la taille d'un système augmente, puisque l'espace dans lequel est décrit un système quantique est à 3N dimensions, N étant le nombre de sous-systèmes. Ainsi, il est difficile de traiter des problèmes à N corps en mécanique quantique.
7. Comportement contextuel des systèmes : la contextualité quantique implique que les intuitions classiques dans lesquelles les propriétés d'un système détiennent des valeurs définies, indépendamment de la manière de les mesurer, sont remises en cause même pour les systèmes locaux. En outre, il est très difficile de définir des critères d'identité et d'individualité[14] (notamment, le principe d'identité des indiscernables de Leibniz et l'identité spatio-temporelle de Locke ne sont plus pertinents pour des particules absolument identiques et occupant la même région de l'espace en même temps).

## Interprétations influentes

### Interprétation de Copenhague
Les principes fondamentaux de l'interprétation de Copenhague sont la superposition des états, le principe de complémentarité et l'attribution d'un rôle particulier à l'observateur. Pour plus de détails, voir la page principale de l'interprétation.

### Théories de l'information quantique
Les approches informationnelles quantiques suscitent un intérêt croissant,. Elles se subdivisent en deux types :
- les ontologies de l'information, telles que « it from bit » de J.A. Wheeler. Ces approches ont été décrites comme une renaissance de l'immatérialisme[17] ;
- les interprétations où la mécanique quantique décrit la connaissance du monde par un observateur plutôt que le monde lui-même. Cette approche présente une certaine similitude avec la pensée de Bohr[18] . La réduction de la fonction d'onde est souvent interprétée comme l'acquisition d'informations par un observateur via une mesure, plutôt que comme un événement objectif. Le Qubisme (ou approche bayésienne de la mécanique quantique) en est un cas particulier[19] . Ces approches s'accordent bien avec les épistémologies instrumentalistes et positivistes.

Hartle énonce :

« L'état n'est pas une propriété objective d'un système individuel mais bien cette information, obtenue à partir d'une connaissance de la façon dont un système a été préparé, qui peut être utilisée pour faire des prédictions sur les mesures futures. [...] Un état quantique étant un résumé des informations que possède l'observateur sur les changements d'un système physique individuel, la fois par des lois dynamiques et chaque fois que l'observateur acquiert de nouvelles informations sur le système par le biais du processus de mesure. L'existence de deux lois pour l'évolution du vecteur d'état [...] ne devient problématique que si l'on croit que le vecteur d'état est une propriété objective du système. La « réduction du paquet d'ondes » a lieu dans la conscience de l'observateur, non à cause d'un processus physique unique qui s'y déroule, mais uniquement parce que l'état est une construction de l'observateur et non une propriété objective du système physique. »

#### Bayésianisme quantique
Le bayésianisme quantique (également appelé Qubisme) est une interprétation de la mécanique quantique qui considère les actions et les expériences d'un agent comme les préoccupations centrales de la théorie. Cette interprétation se distingue par son utilisation d'une acception bayésienne subjective des probabilités pour reprendre la règle de Born de la mécanique quantique en tant qu'ajout normatif à la prise de décision correcte.
Le Qubisme traite les questions d'interprétation courantes comme la nature de la superposition des fonctions d'onde, la mesure quantique et l'intrication,. Selon le Qubisme, de nombreux aspects du formalisme quantique, mais pas tous, sont de nature subjective. Par exemple, dans cette interprétation, un état quantique n'est pas un élément de la réalité — il représente plutôt le degré de croyance qu'un agent a sur les résultats possibles des mesures. Pour cette raison, certains philosophes des sciences considèrent le QBisme comme une forme d'anti-réalisme,. Les auteurs de l'interprétation refusent cette caractérisation, proposant plutôt que la théorie prenne place dans une sorte de réalisme qu'ils appellent « réalisme participatif », dans lequel la réalité dépasse que ce qui peut être capturé par tout compte rendu estimé à la troisième personne,.

### Interprétation des mondes multiples
L'interprétation des mondes multiples est une interprétation de la mécanique quantique dans laquelle une fonction d'onde universelle obéit à tout moment aux mêmes lois déterministes et réversibles ; en particulier, il n'y a pas d'effondrement de la fonction d'onde (indéterministe et irréversible) associé à la mesure. Les phénomènes associés à la mesure seraient expliqués par la décohérence, qui se produit lorsque les états interagissent avec l'environnement produisant une intrication et "divisant" à plusieurs reprises l'univers en mondes alternatifs mutuellement inobservables.

### Mécanique quantique relationnelle
L'idée principale de la mécanique quantique relationnelle, dans la continuité de la relativité restreinte, est que différents observateurs peuvent décrire différemment un même état ou une même série d'événements. Ainsi, un système peut avoir déjà subi une mesure par rapport à un observateur à un instant donné, alors que la mesure n'a pas encore eu lieu du point de vue d'un autre observateur, sans qu'aucun des deux n'ait raison ou tort dans l'absolu, la mesure étant un événement relatif. Par conséquent, en mécanique quantique relationnelle, la notion d'«état» ne décrit pas le système observé lui-même, mais la relation (d'un point de vue épistémique), ou l'interaction (d'un point de vue ontologique), entre deux systèmes (dont l'un peut être un observateur). Le vecteur d'état de la mécanique quantique conventionnelle devient une description de la corrélation de certains degrés de liberté de l'observateur par rapport au système observé.
Cependant, la mécanique quantique relationnelle soutient que cela s'applique à tous les objets physiques, qu'ils soient ou non conscients ou macroscopiques. Tout "événement de mesure" est considéré simplement comme une interaction physique ordinaire, un établissement du type de corrélation discuté ci-dessus. Ainsi, la majorité du contenu physique de la théorie ne concerne pas les objets eux-mêmes, mais les interactions entre eux (bien que certaines propriétés, minoritaires, ne sont pas relationnelles, comme la valeur absolue du spin par exemple, qui définit si une particule est un boson ou un fermion et ne change jamais),.

### Histoires consistantes ou cohérentes
L'interprétation des histoires cohérentes généralise l'interprétation conventionnelle de Copenhague et tente de fournir une interprétation naturelle de la cosmologie quantique. Les objets de l'interprétation ne sont plus des entités et des propriétés mais plutôt des processus et des événements. Une histoire est un chemin particulier pour relier des événements (qui sont des projecteurs sur l'espace des états). Pour un même ensemble d'événements, on peut rassembler une famille d'histoires possibles. Les familles cohérentes sont celles qui sont construites de manière à conserver la règle d'additivité des probabilités. Elles représentent les processus physiquement réalisables. Toutes les familles cohérentes sont équivalentes et on peut choisir arbitrairement entre elles pour décrire le système. Lors de la réalisation physique du processus, une seule histoire de cette famille sera réalisée, au hasard.
Cette interprétation a été proposée par Griffiths en 1984 et indépendamment par Gell-Mann et Hartle en et reformulée par Omnès en 1988.

### Interprétation ensembliste
L'interprétation ensembliste, également appelée interprétation statistique, peut être considérée comme une interprétation minimaliste. Autrement dit, elle prétend faire le moins d'hypothèses en plus du formalisme mathématique standard. Elle est basée sur la règle de Born. L'interprétation indique que la fonction d'onde ne s'applique pas à un système individuel – par exemple, une seule particule – mais que c'est une quantité statistique abstraite qui ne s'applique qu'à un ensemble (une vaste multitude) de systèmes ou de particules préparés de manière similaire. Selon les mots d'Einstein :

« La tentative de concevoir la description de la théorie quantique comme la description complète des systèmes individuels conduit à des interprétations théoriques non naturelles, qui deviennent immédiatement inutiles si l'on accepte l'interprétation selon laquelle la description se réfère à des ensembles de systèmes et non à des systèmes individuels. »

— Einstein dans Albert Einstein: Philosopher-Scientist, ed. P.A. Schilpp (Harper & Row, New York)
Le défenseur actuel le plus éminent de l'interprétation ensembliste est Leslie E. Ballentine, professeur à l'Université Simon Fraser, auteur du manuel Quantum Mechanics, A Modern Development .

### Théorie de De Broglie-Bohm
La théorie de Broglie – Bohm de la mécanique quantique (également connue sous le nom de théorie de l'onde pilote) est une théorie initiée par Louis de Broglie et développée plus tard par David Bohm pour y inclure le processus de mesure. Les particules, qui ont la position pour seule propriété, sont guidées par la fonction d'onde. La fonction d'onde évolue selon l'équation d'onde de Schrödinger et ne s'effondre jamais. C'est une théorie non-locale et déterministe. Elle est considérée comme une théorie à variables cachées. Pour plus de précisions, voir la page principale.

### Interprétation transactionnelle
L'interprétation transactionnelle de la mécanique quantique (TIQM en anglais) proposée par John G. Cramer est une interprétation de la mécanique quantique inspirée de la théorie des absorbeurs de Wheeler – Feynman. Elle décrit l'effondrement de la fonction d'onde comme résultant d'une transaction symétrique dans le temps entre une onde de possibilité de la source au récepteur d'une part (la fonction d'onde) et une onde de possibilité du récepteur à la source d'autre part (le complexe conjugué de la fonction d'onde). La particularité de cette interprétation est qu'elle considère non seulement la fonction d'onde comme une entité réelle, mais aussi son complexe conjugué, qui apparaît dans la règle de Born pour le calcul de la valeur attendue pour une observable.

### Théories de la réduction objective
Les théories de la réduction objective diffèrent de l'interprétation de Copenhague en ce qu'elles considèrent à la fois la fonction d'onde et le processus de réduction du paquet d'onde comme ontologiques (ce qui signifie qu'ils se produisent indépendamment de l'observateur). Dans ces théories, l'effondrement se produit soit au hasard ("localisation spontanée"), soit lorsqu'un certain seuil physique est atteint, les observateurs n'ayant aucun rôle particulier. Ce sont donc des théories réalistes, indéterministes et sans variables cachées. Comme leurs résultats diffèrent de ceux de la mécanique quantique ordinaire, elles ont l'avantage de pouvoir être testées expérimentalement. En voici quelques exemples :
- les dynamiques de Schrödinger modifiées[35] ;
- l'interprétation de Penrose[36] ;
- une variante déterministe d'une théorie objective de l'effondrement[37] .

### Réduction par la conscience (interprétation de von Neumann-Wigner)
Dans son traité The Mathematical Foundations of Quantum Mechanics, John von Neumann analyse en profondeur le problème de mesure. Il énonce le paradoxe éponyme de la régression sans fin, qui consiste à remarquer qu'il n'y a pas de limite déterminée entre le système quantique observé et l'appareil de mesure : lorsqu'on fait une mesure d'un état superposé, les composants de l'appareil de mesure devraient se retrouver eux aussi dans un état superposé correspondant (sur le cadran, la flèche indiquant le résultat devrait se trouver dans l'état superposé de tous les résultats possibles). On peut faire le même raisonnement pour l'entièreté de l'appareil de mesure, et ainsi de suite, cela forme une chaîne à l'infini. Toutefois, il y a au moins une certitude, c'est que la notion de superposition n'a pas de sens pour la conscience. von Neumann pose donc cette dernière comme une limite indépassable, et lui donne donc la responsabilité du véritable processus de mesure (qui fait disparaître la superposition).
Ce point de vue a également été développé par Eugene Wigner, qui soutenait que la conscience de l'expérimentateur humain (ou peut-être même la conscience d'un animal) était essentielle dans la réduction, mais il a par la suite abandonné cette interprétation,.

### Interprétations modales de la théorie quantique
Les interprétations modales de la mécanique quantique ont été proposées pour la première fois en 1972 par Bas van Fraassen, dans son article "Une approche formelle de la philosophie des sciences". Cependant, ce terme est maintenant utilisé pour décrire un ensemble plus large de modèles issus de cette approche.

### Autre interprétation
Outre les principales interprétations examinées ci-dessus, un certain nombre d'autres interprétations ont été proposées qui n'ont pas eu d'impact scientifique significatif. Certaines de ces propositions originales sont élaborées par des scientifiques dans le cadre de la méthode scientifique, quand d'autres ont plus à voir avec le mysticisme quantique.[Lesquelles ?]

## Comparaisons
Les interprétations les plus courantes sont résumées dans le tableau ci-dessous. Les valeurs indiquées dans les cellules du tableau restent controversées, car les significations précises de certains des concepts impliqués ne sont pas toujours claires ou sont elles-mêmes sujettes à des controverses internes à l'interprétation donnée. Pour un autre tableau comparant les interprétations de la mécanique quantique, voir référence.
Aucune preuve expérimentale ne permet actuellement de distinguer ces interprétations. Néanmoins, la conception d'expériences permettant de tester les différentes interprétations fait l'objet de recherches actives.
| Interprétation                      | Année de publication | Auteur(s)                                        | Déterministe ? | fonction d'onde ontique ? | Histoire unique ? | Variables cachées ? | Réduction de la fonction d'onde ? | Rôle de l'observateur ? | Dynamique locale ? | Contrefactualité ? | Fonction d'onde universelle ? |
| ----------------------------------- | -------------------- | ------------------------------------------------ | -------------- | ------------------------- | ----------------- | ------------------- | --------------------------------- | ----------------------- | ------------------ | ------------------ | ----------------------------- |
| Interprétation ensembliste          | 1926                 | Max Born                                         | Agnostique     | Non                       | Oui               | Agnostique          | Non                               | Non                     | Non                | Non                | Non                           |
| Interprétation de Copenhague        | 1927                 | Niels Bohr, Werner Heisenberg                    | Non            | Non                       | Oui               | Non                 | Oui                               | Causal                  | Oui                | Non                | Non                           |
| Théorie de de Broglie-Bohm          | 1927 - 1952          | Louis de Broglie, David Bohm                     | Oui            | Oui                       | Oui               | Oui                 | Agnostique                        | Non                     | Non                | Oui                | Oui                           |
| Interprétation des mondes multiples | 1957                 | Hugh Everett                                     | Oui            | Oui                       | Non               | Non                 | Non                               | Non                     | Oui                | Agnostique         | Oui                           |
| Réduction par la conscience         | 1961 - 1993          | John von Neumann, Eugene Wigner, Henry Stapp     | Non            | Oui                       | Oui               | Non                 | Oui                               | Causal                  | Non                | Non                | Oui                           |
| Histoires cohérentes                | 1984                 | Robert B. Griffiths                              | Non            | Non                       | Non               | Non                 | Non                               | Non                     | Oui                | Non                | Oui                           |
| Interprétation transactionnelle     | 1986                 | John G. Cramer                                   | Non            | Oui                       | Oui               | Non                 | Oui                               | Non                     | Non                | Oui                | Non                           |
| Théories de la réduction objective  | 1986 - 1989          | Ghirardi–Rimini–Weber, Interprétation de Penrose | Non            | Oui                       | Oui               | Non                 | Oui                               | Non                     | Non                | Non                | Non                           |
| Interprétation relationnelle        | 1994                 | Carlo Rovelli                                    | Non            | Non                       | Agnostique        | Non                 | Oui                               | Intrinsèque             | Oui                | Non                | Non                           |
| Qubisme                             | 2010                 | Christopher Fuchs, Ruediger Schack               | Non            | Non                       | Agnostique        | Non                 | Oui                               | Intrinsèque             | Oui                | Non                | Non                           |

1. ↑  Selon Bohr, le concept d'un état physique indépendant des conditions de son observation expérimentale n'est pas bien défini. Selon Heisenberg, la fonction d'onde représente une probabilité, mais pas une réalité objective en elle-même dans l'espace et le temps.
2. ↑  Selon l'interprétation de Copenhague, la fonction d'onde se réduit lorsqu'une mesure est effectuée.
3. ↑  À la fois la particule et la fonction d'onde qui la guide sont réelles.
4. ↑  Une histoire unique pour une particule, mais de multiples histoires pour les ondes.
5. ↑  Dans l'interprétation des histoires cohérentes, la réduction est un procédé de calcul pertinent pour décrire la préparation d'un système quantique, mais il ne représente rien de plus qu'une manière utile de calculer des probabilités conditionnelles.
6. ↑  Ici, la réduction du vecteur d'état est interprétée comme la réalisation de la transaction entre l'émetteur et l'absorbeur.
7. ↑  L'interprétation transactionnelle est explicitement non-locale.
8. ↑  Toute interaction physique est traitée comme un événement de réduction par rapport aux systèmes impliqués, et pas seulement par des observateurs macroscopiques ou conscients.
9. ↑  L'état du système est dépendant de l'observateur, c'est-à-dire que l'état est spécifique au cadre de référence de l'observateur.
10. ↑  Une fonction d'onde ne fait qu'encoder ce qu'un agent attend de ses expériences futures. Elle n'est pas plus réelle qu'une distribution de probabilités dans Bayésianisme subjectif.
11. ↑  Le Qubisme éviterait toutefois cette terminologie. Un changement dans la fonction d'onde qu'un agent attribue à un système à la suite d'une expérience représente un changement dans ses croyances concernant les expériences futures qu'il pourrait avoir. Voir Logique doxastique.
12. ↑  Les observateurs, ou plus exactement les participants, sont aussi essentiels au formalisme que les systèmes avec lesquels ils interagissent.

## L'approche silencieuse
Bien que les opinions interprétatives soient aujourd'hui largement et ouvertement discutées, cela n'a pas toujours été le cas. Un représentant notable de la tendance au silence était Paul Dirac qui a notamment écrit : « L'interprétation de la mécanique quantique a été traitée par de nombreux auteurs, et je ne veux pas en discuter ici. Je veux traiter de choses plus fondamentales. » Cette position n'est pas rare chez les physiciens théoriques travaillant sur la mécanique quantique. D'autres, comme Nico van Kampen et Willis Lamb, ont ouvertement critiqué les interprétations non orthodoxes de la mécanique quantique,.